# Kirk DeMicco
Kirk DeMicco (Wyckoff, 15 maggio 1969) è un regista, sceneggiatore e produttore cinematografico statunitense.

## Biografia
Ha origini italiane, dato che De Micco è un tipico cognome napoletano.
Ha ricevuto la nomination ai Premi Oscar 2014 nella categoria miglior film d'animazione per I Croods, in condivisione con Chris Sanders.

## Filmografia

### Regista
- Space Chimps - Missione spaziale (Space Chimps) (2008)
- I Croods (The Croods) (2013)
- Vivo (2021)
- Ruby Gillman - La ragazza con i tentacoli (Ruby Gillman, Teenage Kraken) (2023)

### Sceneggiatore
- La spada magica - Alla ricerca di Camelot (Quest for Camelot), regia di Frederik Du Chau (1998)
- Striscia, una zebra alla riscossa (Racing Stripes), regia di Frederik Du Chau (2005)
- Casper - Scuola di paura (Casper's Scare School), regia di Mark Gravas (2006)
- Space Chimps - Missione spaziale (Space Chimps), regia di Kirk DeMicco (2008)
- I Croods (The Croods), regia di Kirk DeMicco (2013)
- Vivo, regia di Kirk DeMicco (2021)